# Ardil 22 (lógica)
Ardil 22 é uma expressão cunhada pelo escritor Joseph Heller no seu romance Ardil 22 que descreve uma situação paradoxal, na qual uma pessoa não pode evitar um problema por causa de restrições ou regras contraditórias. Frequentemente, essas situações são tais que solucionar uma parte do problema só cria outro problema, o qual acaba levando ao problema original. Situações de "ardil-22" frequentemente resultam de regras, regulamentos ou procedimentos aos quais um indivíduo se submete, mas não pode controlar.
A expressão "ardil-22" baseia-se na explicação do personagem Doc Daneeka. Os pilotos de aviões americanos da Força Aérea na Segunda Guerra Mundial, que estivessem fisicamente aptos, eram obrigados a cumprir as missões designadas. A única exceção prevista no regulamento era a comprovação de que o piloto estava com problemas psicológicos. Só que, para ser enquadrado nessa exceção, era necessário que o piloto fizesse um requerimento formal. O "Ardil", ou "pegadinha" ("catch-22", em referência ao número da regra) consistia na análise desse pedido: como a vontade de não se arriscar nas missões era tida como um "ato racional", a própria formulação do requerimento era considerada como prova de que o piloto não está com problemas psicológicos. Assim, com ou sem requerimento, o piloto teria que voar. 
Trata-se de elemento narrativo trágicômico, mas que se tornou uma expressão da língua inglesa. A ideia não é, apenas, de descrição de regras contraditórias, o que não é incomum, nem necessariamente intencional - e que muitas vezes pode ser constatado de forma simples pelo cotejo das normas. O termo "Ardil" traduz um mecanismo deliberado, integrante de uma estratégia dissimulada de natureza teatral-legitimadora. Em vez de veicular uma obrigação de natureza absoluta, que seria facilmente criticável a partir da leitura da regra, determinado órgão estipula exceções que parecem razoáveis no campo puramente teórico-abstrato. Só que, ao mesmo tempo, a concretização dessas exceções - que muitas vezes constituem direitos dos destinatários - é impossibilitada na cadeia de ações subsequente, seja no campo normativo (com a difusão de obstáculos em atos regulamentares, de acesso e/ou compreensão dificultados, como, por exemplo, pelo uso de jargões técnicos) ou no campo decisório (como ocorre no livro, em que a margem decisória conferida às autoridades é utilizada para que os pedidos feitos pelos pilotos sempre sejam rejeitados). Assim, a obrigação continua sendo absoluta e irrestrita, mas identificar essa característica se torna muito mais difícil, com a imposição de severo ônus técnico-argumentativo para críticos da lei, tanto em análides judiciais, quanto na arena do debate público.

## Lógica
O arquétipo do "Ardil 22", como formulado por Heller, envolve o caso de John Yossarian, um bombardeiro da força aérea dos Estados Unidos, que deseja ser proibido de realizar combates aéreos. Para ser proibido, ele deve ser avaliado pelo médico de voo do esquadrão e ser declarado "inapto para voar", o que seria um diagnóstico automático da insanidade de qualquer piloto que deseje voar, pois só uma pessoa insana aceitaria missões, devido ao perigo. Mas para conseguir o diagnóstico e evitar as missões, o piloto deve solicitar a avaliação, e esse ato provaria sua sanidade.
A lógica de “ardil 22” é: "qualquer um que queira fugir ao dever do combate não é realmente louco."  Assim, pilotos que solicitam uma avaliação de sanidade mental são sãos e, logo, devem voar em combate. Ao mesmo tempo, se uma avaliação não é solicitada pelo piloto, ele nunca passará por uma e portanto, nunca será considerado insano, o que também resulta em dever voar em combate.
Uma formulação lógica da situação é:
1. {\displaystyle (D\Rightarrow (I\land S))} (Premissa: se uma pessoa é dispensada de voar (D) por conta de doença mental, deve ser porque ela é insana (I) e solicita uma avaliação (S));
2. {\displaystyle (I\Rightarrow \neg S)} (Premissa: se uma pessoa é insana (I), ela não deveria perceber que o é, e não teria um motivo para pedir uma avaliação)
3. {\displaystyle (\neg I\lor \neg S)} (2, Definição de implicação: uma vez que uma pessoa insana não solicitaria uma avaliação, conclui-se que todas as pessoas não devem ser insanas ou não devem pedir uma avaliação)
4. {\displaystyle (\neg (I\land S))} (3, Teorema de De Morgan: uma vez que todas as pessoas não devem ser insanas ou não devem solicitar uma avaliação, conclui-se que nenhuma pessoa pode ser insana e também pedir uma avaliação)
5. {\displaystyle (\neg D)} (4, 1, Modus tollens: uma vez que uma pessoa só pode ser dispensada de voar se ela for insana e também solicitar uma avaliação, mas nenhuma pessoa pode ser insana e também solicitar uma avaliação, conclui-se que nenhuma pessoa pode ser dispensada de voar por razões de insanidade)

### Dilemas falsos e lógica circular
Situações que tem similaridades lógicas a Ardil-22.
- Lógica Circular
- Falso Dilema
- Ironia
- Situação Sem Vencedor — existem escolhas reais, mas nenhuma escolha leva ao sucesso.
- Reductio ad absurdum
- A dama ou o tigre — uma pequena história envolvendo uma princesa que deve tomar uma decisão numa situação de falso dilema.

### Situações de Dilemas não-falsos
Situações que podem ser confundidas com um "Ardil-22", mas tem resultados lógicos diferentes.
- O ovo e a galinha — Um ciclo de causa aparentemente inquebrável, que tem origem desconhecida.
- Dilema de Cornélio — Uma escolha entre ações que irão levar tdos um efeito detrimental no optante ou em alguém que ele se importa.
- Deadlock — Na computação, quando dois processos encontram um impasse, paradoxamente esperando um pelo outro para terminar.
- Trava Dupla — Uma escolha forçada entre duas demandas lógicas conflitantes.
- Escolha de Hobson — Escolha entre escolher uma opção ou não.
- Principio do Menor dos Males — Uma escolha entre dois resultados não desejados.
- Encruzilhada de Morton — Uma escolha entre duas alternativas igualmente ruins.
- Paradoxo — um estado ou grupo de estados que levam a contradição ou a situação que desafia a intuição.